# Волченков Євген Петрович
Євген Петрович Волченков (рос. Евгений Петрович Волченков; нар. 1 жовтня 1935, Новочеркаськ, Ростовська область, РРФСР — пом. ?, Новочеркаськ, Ростовська область) — радянський футболіст, нападник. Зіграв 34 поєдинки та відзначився 5 голами у вищій лізі СРСР. Майстер спорту СРСР (1959).

## Життєпис
Вихованець новочеркасського футболу, перший тренер — А.Т. Торадзе. На дорослому рівні дебютував у 1953 році в новочеркаському «Буревіснику», який виступав в чемпіонаті області. У 1954-1955 роках грав у класі «Б» за київське «Торпедо», в 1956 році ненадовго повернувся до Новочеркаська.
З 1956 року виступав за армійську команду Ростова, яка носила в різні роки назви ТДВ, ОСК, СКВО і СКА. У 1956-1957 роках разом з командою футболіст грав в чемпіонаті області. У 1958 році армійці були включені в змагання класу «Б», де в першому ж сезоні стали переможцями. 19 квітня 1959 року Волченков взяв участь у дебютному матчі ростовчан в класі «А» проти московського ЦСКА (2:0) і забив в цій грі другий м'яч. Всього за наступні два з половиною сезони форвард провів у вищій лізі 34 матчі і відзначився 5 голами.
Влітку 1961 року перейшов у луганські «Трудові Резерви», незабаром перейменовані в «Зорю». У 1962 році став найкращим бомбардиром класу «Б» з 21 забитими м'ячами, чемпіоном Української РСР серед команд класу «Б» і був включений в список 33-х найкращих футболістів УРСР під № 1. У 1964 році у віці 29 років завершив спортивну кар'єру.
Помер у Новочеркаську наприкінці XX століття, точна дата невідома.

## Стиль гри
|                              | Чудовий майстер нападу. Відмінний безкомпромісний боєць, щохвилини націлений на ворота суперника. У його арсеналі було все щоб створювати загрозу для воротарів: і точний потужний удар, і впевнена гра головою, безпомилковий вибір позиції. Відрізнявся високою результативністю. |
| — Сайт «Луганск. Наш футбол» | |